# Manu Carreño
Manuel Bartolomé Carreño Molina (Valladolid, 6 de agosto de 1969) es un presentador español de radio y televisión.

## Biografía
En 1994 empezó a hacer el programa La cuenta atrás en Televisión Valladolid - Canal 48, que mostraba la previa de los acontecimientos deportivos del fin de semana, para pasar después, en 1997, a la sección de deportes de Canal+, donde permaneció cuatro años y se dedicó a retransmitir partidos de fútbol de Segunda División A, junto a Lobo Carrasco.
En 2001 fue contratado por Antena 3 Televisión para presentar el concurso El show de los récords, con Mónica Martínez y Mar Saura, con el que obtuvo cierto éxito y cuotas aceptables de audiencia. El programa se mantuvo hasta 2002, y tras su cancelación, Carreño condujo durante ese año en la misma cadena los programas de entretenimiento Los vigilantes de la tele y El Gran Test, junto a Paula Vázquez.
El 16 de septiembre de 2002, pasó a presentar el informativo Antena 3 Noticias 1, junto con Olga Viza.
En septiembre de 2003 decidió abandonar la televisión por la radio, ya que los directivos de Onda Cero le ofrecieron cubrir el hueco que en la información deportiva había dejado la marcha de José María García. Nació así Al primer toque, espacio emitido diariamente de 0h00 a 1h30 de la madrugada. Al acabar la temporada, en julio de 2004, y según la segunda oleada del año del Estudio general de medios, su espacio había alcanzado los 248.000 oyentes, muy lejos de los 1.646.000 de El larguero de José Ramón de la Morena (Cadena SER) y los 489.000 de El tirachinas de José Antonio Abellán (COPE), los otros espacios de deportes de las restantes cadenas.
En ese momento, Carreño regresó a televisión y se incorpora de nuevo a Canal+, presentando junto a Ana García Siñeriz, el programa de entrevistas Lo + Plus. Permaneció en el programa hasta su cancelación en 2005 con el comienzo de las emisiones de Cuatro, la nueva cadena de televisión propiedad de Prisa.
Desde el nacimiento de la cadena el 7 de noviembre de 2005, Carreño fue director de la sección de Deportes de Noticias Cuatro, servicios informativos del por entonces canal de Sogecable. Desde el 24 de abril de 2006 al 16 de septiembre de 2016, presentó junto a Manolo Lama, el informativo de deportes de la sobremesa de la cadena, conocido popularmente como Los Manolos, en alusión al nombre común de ambos presentadores. Paralelamente presentó con Mónica Sanz, Noticias Cuatro 1 entre el 25 de enero y el 3 de septiembre de 2010 y Noticias Cuatro 2 entre el 6 de septiembre y el 31 de diciembre de 2010.
Tras la fusión de Cuatro con Telecinco en enero de 2011, Carreño continuó como presentador de Deportes Cuatro, pero comienza a trabajar en el resto de canales de Mediaset España, como Telecinco, en la narración de la Liga Europa de la UEFA y partidos de la Selección de fútbol de España o grandes eventos como la Eurocopa 2012, Copa FIFA Confederaciones 2013, Copa Mundial de Fútbol de 2014, Eurocopa 2016, Copa Mundial de Fútbol de 2018 o la Eurocopa 2020.
El 31 de mayo de 2011 fue presentado como nuevo director de Carrusel deportivo de la Cadena SER, convirtiéndose así en el octavo director del programa. Debutó el 14 de agosto de 2011 con el partido de la Supercopa de España entre Real Madrid y F. C. Barcelona, permaneciendo tres temporadas en antena hasta julio de 2014.
Desde abril de 2013 hasta el final de la temporada 2014/15, narró en Cuatro junto a Kiko Narváez y Lobo Carrasco, el partido en abierto de cada jornada de LaLiga. En 2014 condujo el espacio de análisis de la Liga Partido a partido. Desde 2015, es el narrador de los partidos amistosos de la selección española de fútbol, de la Supercopa de España y de la final de Copa del Rey, tras hacerse Mediaset con los derechos entre 2015 y 2018.
Tras su paso como contertulio y comentarista de los programas de deportes de la COPE entre febrero de 2015 a mayo de 2016, el 7 de junio de 2016 se anunció su vuelta a la Cadena SER, donde dirige desde el 21 de agosto de 2016, el programa deportivo nocturno de la emisora, El larguero, en sustitución de José Ramón de la Morena.
El 19 de septiembre de 2016 pasó a presentar Deportes Cuatro 1 con Nico Abad y desde agosto de 2017 hasta julio de 2018 con Juanma Castaño. Tras la salida de Castaño, Carreño presenta en solitario hasta agosto de 2023.
El 28 de agosto de 2023, dio el salto como presentador de deportes en Informativos Telecinco (ElDesmarque Telecinco), tanto por la tarde como la noche, dejando así de presentar en Cuatro, aunque acabó regresando a Cuatro cinco meses después, el 29 de enero de 2024, con ElDesmarque Cuatro en la sobremesa.

## Premios
En 2011, fue galardonado con el Micrófono de Oro en la categoría de televisión que otorga la Federación de Asociaciones de Radio y Televisión en Ponferrada.